# Koledycze
Koledycze, Koladycze (biał. Калядзічы; ros. Колядичи) – wieś na Białorusi, w obwodzie grodzieńskim, w rejonie wołkowyskim, w sielsowiecie Krasne Sioło. W źródłach spotykana jest także nazwa Koladycze.
W dwudziestoleciu międzywojennym leżały w Polsce, w województwie białostockim, w powiecie wołkowyskim, w gminie Piaski.
Przy Koledyczach znajduje się czynny kamieniołom kredy oraz nieczynne wyrobiska obecnie zalane wodą, która przybiera lazurowy kolor, stąd nazywane są białoruskimi Malediwami. Dawna kopalnia była popularnym miejscem wypoczynku oraz ze względu na sporą głębokość wody przyciągała amatorów nurkowania. W 2015 dostęp do niej został jednak zamknięty ze względów bezpieczeństwa (niestabilne, mające tendencje osuwiskowe brzegi).